# Aggtjärnen
Aggtjärnen är en sjö i Hudiksvalls kommun i Hälsingland och ingår i Harmångersåns huvudavrinningsområde. Sjön har en area på 0,128 kvadratkilometer och ligger 181,1 meter över havet.

## Delavrinningsområde
Aggtjärnen ingår i det delavrinningsområde (687492-154191) som SMHI kallar för Utloppet av Skäråssjön. Medelhöjden är 234 meter över havet och ytan är 24,02 kvadratkilometer. Det finns inga avrinningsområden uppströms utan avrinningsområdet är högsta punkten. Sylån som avvattnar avrinningsområdet har biflödesordning 3, vilket innebär att vattnet flödar genom totalt 3 vattendrag innan det når havet efter 51 kilometer. Avrinningsområdet består mestadels av skog (77 procent). Avrinningsområdet har 4,44 kvadratkilometer vattenytor vilket ger det en sjöprocent på 18,5 procent.